# Џун Алисон
Џун Алисон (енгл. June Allyson) је била америчка глумица, рођена 7. октобра 1917. године у Њујорку, а преминула 8. јула 2006. године у Охају (Калифорнија).

## Филмографија
| Улоге Џун Алисон |              |               |       |          |
| Година           | Српски назив | Изворни назив | Улога | Напомена |
| 1953.            | Ратни циркус |               |       |          |